# Olib

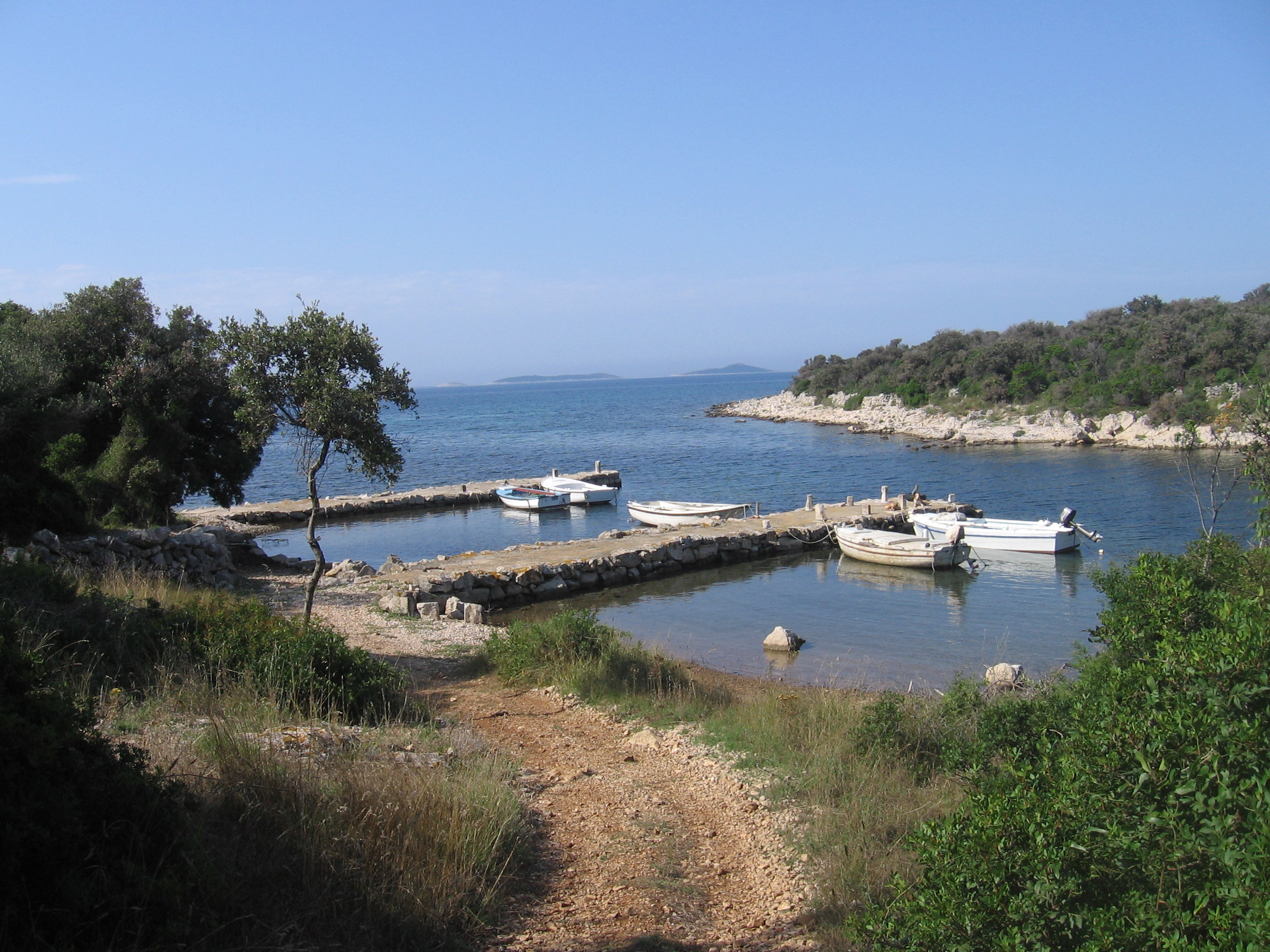
Een kleine pier

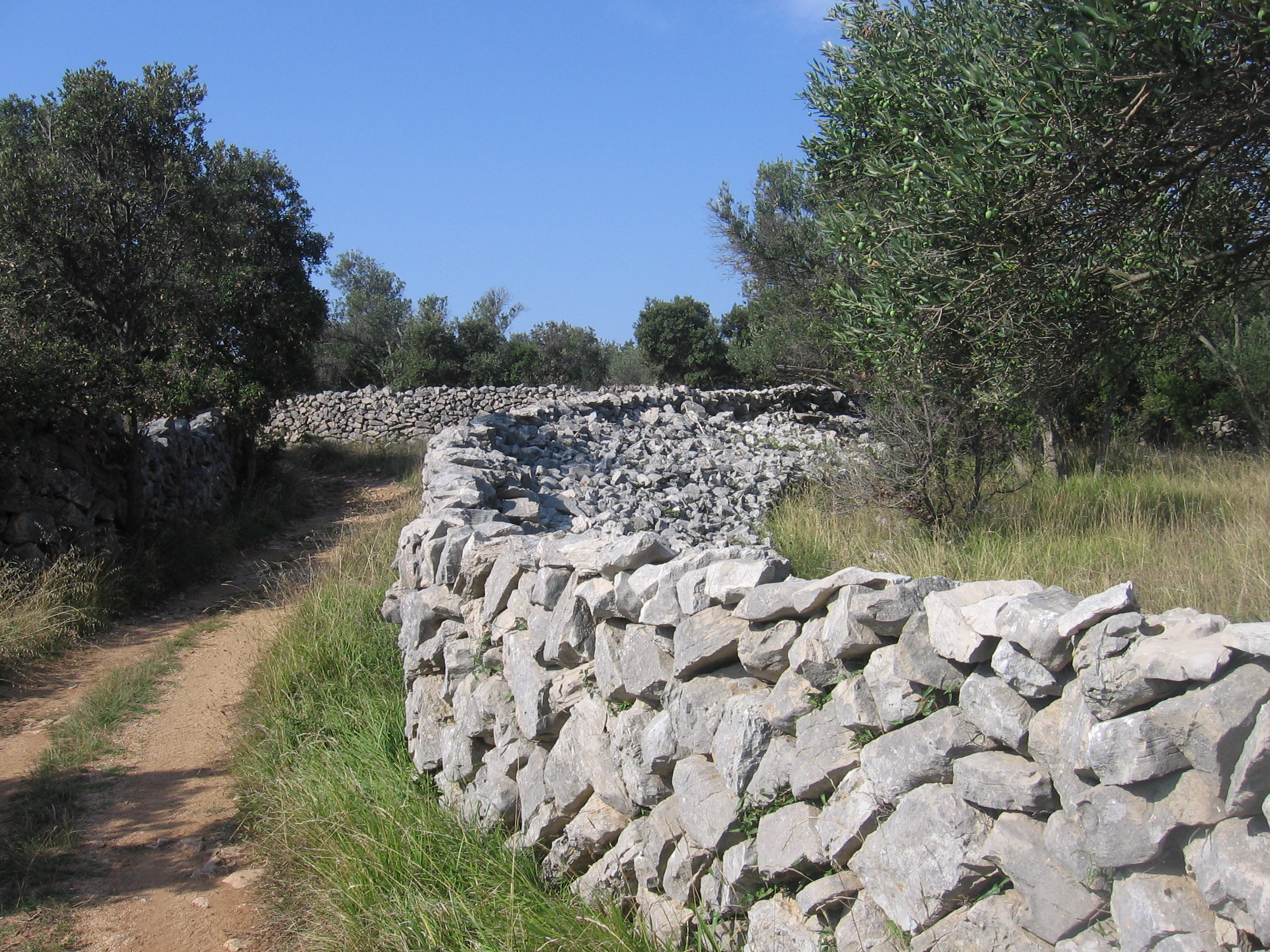
Een weggetje op Olib

Olib is een eiland in Noord-Dalmatië, ten zuidwesten van Pag.
Olib werd voor het eerst bewoonde in de Romeinse tijd, en in de 10e eeuw wordt er voor het eerst naar het eiland gerefereerd (als Aloep). In Banve zijn overblijfselen te vinden die duiden op Romeinse aanwezigheid.
Kroatische inwoners kwamen in de 15e eeuw naar het eiland vanaf het dorp Vrlika , vanwaar zij vluchtten voor de Ottomanen. Op Olib wordt het Chakaviaanse dialect van het Kroatisch gesproken.
Een van de kerken op het eiland heeft een collectie van antiekstukken waaronder Glagolitische schriften die afstammen uit de 17e eeuw. De kerk ("Kula") stamt uit de 17e eeuw en werd gebouwd als bescherming tegen piraten. Andere belangrijke gebouwen zijn de ruïnes van het klooster en kerk van Sint Paulus, die in de 13e eeuw verlaten werd. In totaal zijn er vijf kerken op Olib.
De belangrijkste productie vanuit het eiland is de lokale wijn, olijfolie en kaas. Olib heeft geen waterbronnen, maar een pijp brengt via de zee water vanaf het vasteland. Er lopen ook vele fazanten en konijnen rond.
Olib is aangesloten met een veerboot van Zadar via de eilanden Silba en Premuda. De reis duurt ongeveer 2 uur.